# Sem, Ariège

Sem este o comună în departamentul Ariège din sudul Franței. În 1 ianuarie 2018 avea o populație de 22 de locuitori.